# Dézsi István (fizikus)
Dézsi István (Debrecen, 1934. január 30. – 2022. január 17.) magyar fizikus, tudományos tanácsadó, egyetemi tanár, a Wigner Fizikai Kutatóközpont professzor emeritusa, a Magyar Tudományos Akadémia doktora, a Belga Királyi Flamand Tudományos és Művészeti Akadémia tagja. A fizikai tudományok kandidátusa (1970), a fizikai tudományok doktora (1986).

## Életpályája
1952–1957 között a Kossuth Lajos Tudományegyetem Természettudományi Karának hallgatója volt. 1957-től az MTA Központi Fizikai Kutatóintézet Részecske- és Magfizikai Kutatóintézetében dolgozott. 1970–1971 között Louisville-ben vendégprofesszor volt. 1972-től az MTA Központi Fizikai Kutatóintézet Tudományos Tanácsának tagja volt. 1974–1982 között az alkalmazott magfizikai osztály, 1982–1985 között a magfizikai, 1991–2005 között az anyagtudományi osztály vezetője és tudományos tanácsadója volt. 1977–1978 között illetve 1980–1982 között a Leuveni Katolikus Egyetem vendégprofesszora volt. 1978-tól a Belga Királyi Tudományos Akadémia tagja volt. 1985–1990 között a Saar-vidéki Egyetemen volt vendégprofesszor. 1991–1992 között a Magyar Tudományos Akadémia Kutatóintézeti Bizottság tagja volt. 1993–1999 között az OTKA Élettelen Tudomány Kollégium tagja volt. 1996–1999 között az OTKA Fizikai Zsűri elnöke volt. 1997–2003 között a Magyar Tudományos Akadémia Akadémiai Kutatóintézetek Tanácsa tagja volt. 1999–2002 között az OTKA Műszer Bizottság elnöke volt. 2000–2003 között a Magyar Tudományos Akadémia Kutatói Fórum elnöke volt. 2005-ben nyugdíjba vonult.

### Munkássága
Kutatási területe az atommagspektroszkópia, a Mössbauer-effektus, a szilárdtestek fázisátalakulásai, vékonyrétegek képződése és szerkezete, lefagyasztott oldatok szerkezetének meghatározása, szerves fémkomplexekben kis és nagy spinszámú fázisátalakulások értelmezése, a pozitron kötött állapotainak azonosítása, az implantált atomok rácshelyzetének és kölcsönhatásainak meghatározása, vékonyrétegek képződési folyamatainak meghatározása. 

## Családja
Szülei: Dézsi István és Kerecsen Zsuzsánna voltak. 1963-ban házasságot kötött Klamm Katalinnal. Két gyermekük született: Krisztina (1980) és István András (1984).
Temetése a Farkasréti temetőben zajlott.

## Díjai
- Akadémiai Díj (1968)
- Schmid Rezső-díj (1969)
- KFKI Intézeti Díj (1974)
- OTKA Ipolyi Arnold-díj (1997)[5]
- a Magyar Tudományos Akadémia Fizikai Fődíj (2002)[6][5]
- Magyar Tudományos Akadémia MFA Intézeti Díj (2004)
- Eötvös József-koszorú (2012)[7]